# Tacoignières
 Tacoignières  es una población y comuna francesa, en la región de Isla de Francia, departamento de Yvelines, en el distrito de Mantes-la-Jolie y cantón de Houdan.

## Demografía
| 275 | 345 | 512 | 671 | 778 | 956 |
| Para los censos de 1962 a 1999 la población legal corresponde a la población sin duplicidades (Fuente: INSEE [Consultar]) |     |     |     |     |     |